# دانیل کویات
دانیل کویات (روسی: Дании́л Вячесла́вович Квят؛ IPA: [dənʲɪˈil vʲɪtɕɪˈslavəvʲɪtɕ kvʲat]؛ زاده ۲۶ آوریل ۱۹۹۴) راننده خودروی مسابقه‌ای اهل روسیه است، وی از سال ۲۰۱۳ تا ۲۰۱۹ در مسابقات فرمول یک شرکت کرده است.